# Municipio de Kinder
El municipio de Kinder (en inglés: Kinder Township) es un municipio ubicado en el condado de Cape Girardeau en el estado estadounidense de Misuri. En el año 2010 tenía una población de 1158 habitantes y una densidad poblacional de 13,93 personas por km².

## Geografía
El municipio de Kinder se encuentra ubicado en las coordenadas 37°21′24″N 89°49′12″O / 37.35667, -89.82000. Según la Oficina del Censo de los Estados Unidos, el municipio tiene una superficie total de 83.14 km², de la cual 83,04 km² corresponden a tierra firme y (0,11 %) 0,09 km² es agua.

## Demografía
Según el censo de 2010, había 1158 personas residiendo en el municipio de Kinder. La densidad de población era de 13,93 hab./km². De los 1158 habitantes, el municipio de Kinder estaba compuesto por el 98,1 % blancos, el 0,43 % eran afroamericanos, el 0,09 % eran amerindios, el 0,26 % eran asiáticos y el 1,12 % eran de una mezcla de razas. Del total de la población el 0,69 % eran hispanos o latinos de cualquier raza.